# Funkellicht

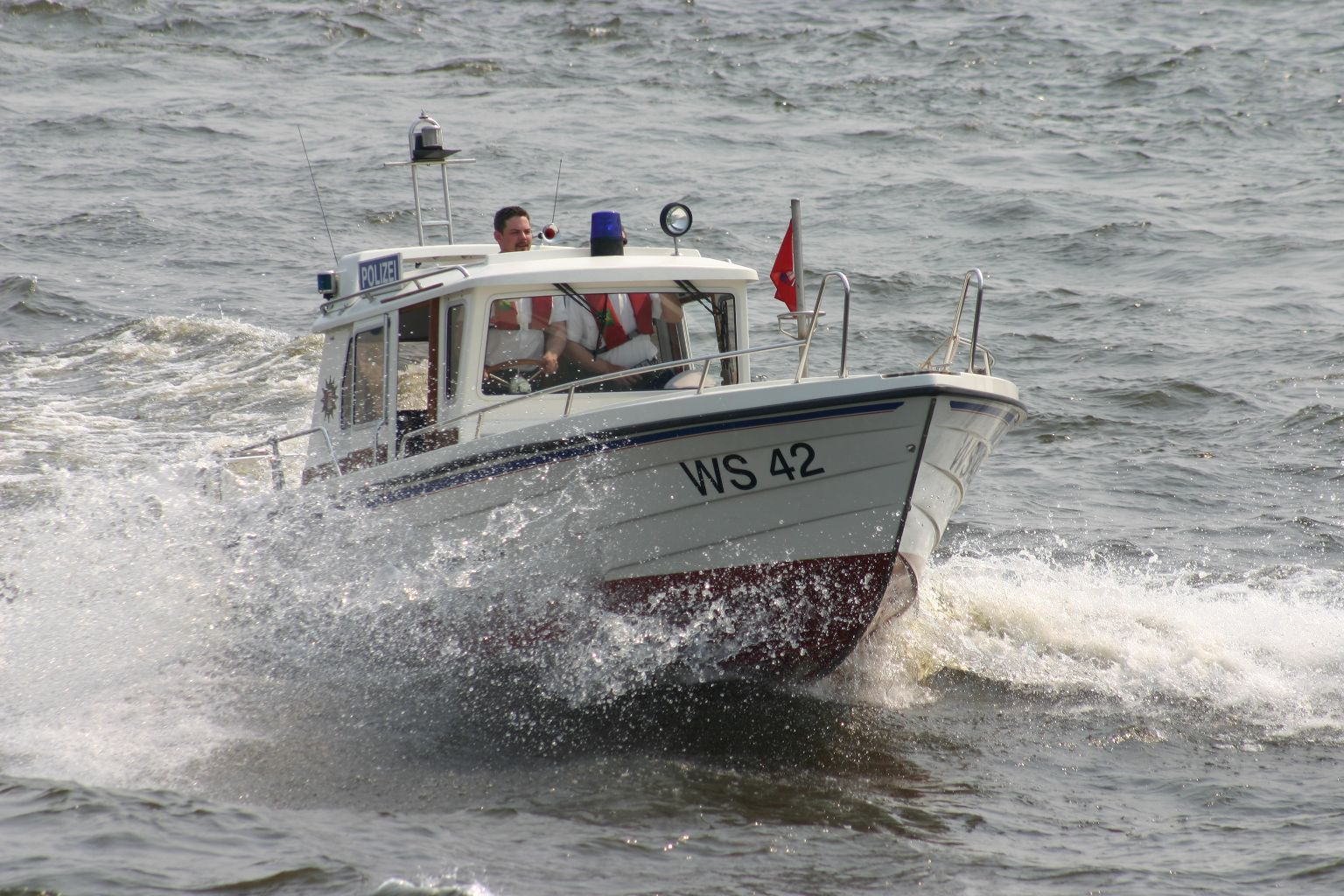
Boot der Wasserschutzpolizei Hamburg mit blauem Rundumlicht als Funkellicht

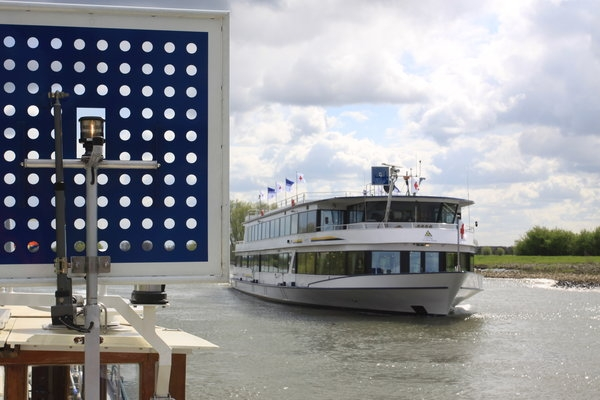
Funkellicht integriert in blauer Tafel zum Zeichen der Begegnung Steuerbord an Steuerbord (Linksverkehr)

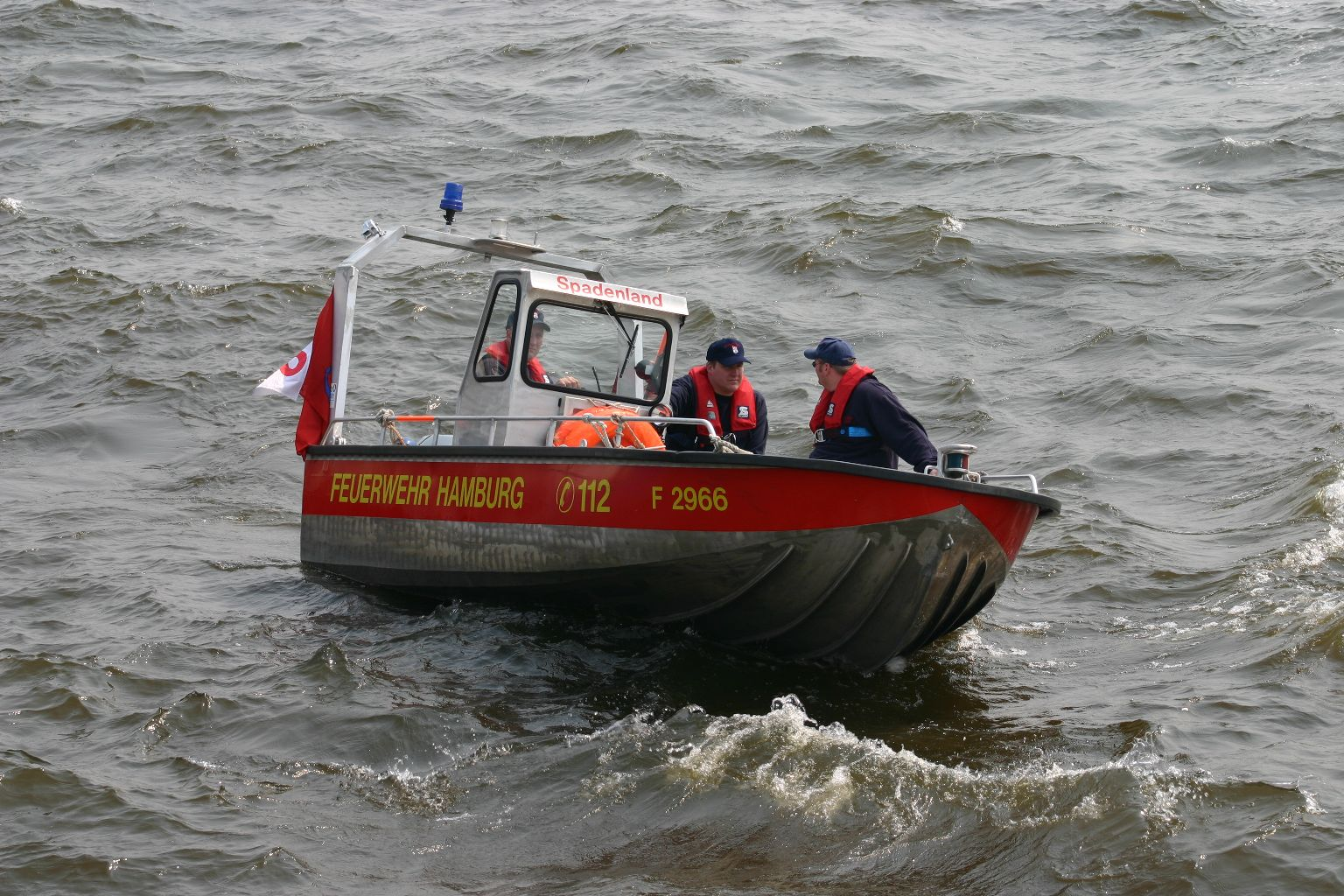
Boot der Feuerwehr mit blauem Rundumlicht als Funkellicht

Das Funkellicht ist ein Signalzeichen für Wasserfahrzeuge, das für verschiedene Anwendungen zum Einsatz kommt. Definiert ist das Funkellicht für die Binnenschifffahrt in der Anlage 8 der Binnenschiffsstraßen-Ordnung (BinSchStrO) als:
a) …ein Licht mit einer Taktkennung von 40 bis 60 Lichterscheinungen je Minute
oder als
b) …ein „schnelles Funkellicht“ mit einer Taktkennung von 100 bis 120 Lichterscheinungen je Minute.
In der Seeschifffahrt ist das Funkellicht in den Kollisionsverhütungsregeln (KVR) definiert als Licht mit einer Taktung von 120 Lichterscheinungen je Minute.
Häufigste Anwendung in der Binnenschifffahrt ist das Funkellicht als Anzeige einer Begegnung Steuerbord an Steuerbord. Hierbei zeigt das Fahrzeug, in der Regel der Bergfahrer, ein zu erwiderndes weißes Funkellicht mit einer Taktung von 40 bis 60 Funkeln je Minute. Tags muss, nachts kann es mit einer hellblauen Tafel mit weißem Rand gekoppelt sein. Eine Ausnahme besteht auf den internationalen Gewässern der Donau, hier ist es ebenfalls zulässig, ein schnelles Funkellicht mit 120 Taktungen zu führen.
Wasserfahrzeuge von Behörden und Berechtigten mit hoheitlichen Aufgaben führen sowohl in Binnen- wie auch Seegewässern ein (schnelles) blaues Funkellicht mit einer Taktung von 100–120 Lichterscheinungen je Minute, zum Beispiel die Küstenwache, der Zoll, die Feuerwehr, Technisches Hilfswerk (THW) oder die Wasserschutzpolizei. Ebenso führen Wasserfahrzeuge des Rettungsdienstes blaues Funkellicht, soweit diese von einer öffentlich-rechtlichen Anstalt oder Körperschaft oder einer als gemeinnützig anerkannten Körperschaft betrieben werden. Diese Fahrzeuge sind zur Erfüllung hoheitlicher Aufgaben und bei Rettungseinsätzen gemäß § 1.24 der Binnenschifffahrtsstraßen-Ordnung (BinSchStrO) von der Beachtung der Verordnung befreit und zeigen dies mit blauem Funkellicht an. Im Geltungsbereich der Seeschiffahrtsstraßenordnung zeigen jedoch lediglich Behördenfahrzeuge bei der Durchführung polizeilicher Maßnahmen und die DGzRS im Rettungseinsatz ein blaues Funkellicht, gemäß Anlage II zur Seeschiffahrtsstraßenodung. 
Abhängig von Gewässer und Bundesland führen Hilfsorganisationen wie Wasserwacht, DLRG etc. auch gelbes Funkellicht. Auch können z. B. bei Fahrzeugen der Wasser- und Schifffahrtsbehörden Kombinationen von gelbem und blauem Funkellicht vorkommen.
Das blaue Funkellicht wird sowohl tagsüber als auch nachts bei Wasserfahrzeugen im Einsatz geführt, soweit dies nötig ist. Fahrzeuge, die Funkellicht führen, führen zusätzlich bei schlechter Sicht oder bei Dunkelheit Positionslichter.
In den meisten Fällen wird für das blaue Funkellicht eine Rundumkennleuchte (Drehspiegelleuchte oder Blitzleuchte) verwendet, zunehmend kommen auch LED-Blitzlichter zum Einsatz. Der Begriff Funkellicht stammt aus der Zeit, in der es „nur“ Drehspiegel- und Blinkleuchten gab.

## Funkellicht als Notblitzleuchte
Seit 1997 müssen am Neusiedler See im Burgenland Sportboote weiße Blitzleuchten, die heute als LED-Leuchten ausgeführt sind, als Notsignal mitführen. Diese geben 60 Lichtblitze pro Minute ab und können so bei Seenot während des Tages bis 1,5 Kilometer und bei Nacht bis 3 Kilometer erkannt werden.